# Fillipo Niccolini
Fillipo Niccolini (ur. 29 stycznia 1954 roku we Florencji) – włoski kierowca wyścigowy.

## Kariera
Niccolini rozpoczął karierę w międzynarodowych wyścigach samochodowych w 1976 roku od startów w Trofeo Alfasud Italia oraz w Europejskiej Formule 2. W Trofeo Alfasud Italia pięciokrotnie zwyciężał. Uzbierane 57 punktów pozwoliło mu zdobyć tytuł mistrza serii. W późniejszych latach Włoch pojawiał się także w stawce Włoskiej Formuły 3 oraz Europejskiej Formuły 3.
W Europejskiej Formule 2 Włoch pojawiał się na liście startowej w latach 1976 i 1979. W pierwszym sezonie startów wystartował trzykrotnie, jednak nigdy nie plasował się w czołowej szóstce premiującej zdobycie punktów. Trzy lata później został zgłoszony jedynie do wyścigu na torze Mugello Circuit, jednak w nim nie wystartował.